# يوهي هاياشي
يوهي هاياشي (باليابانية: 林 容平) (مواليد 16 يوليو 1989)، هو لاعب كرة قدم ياباني سابق كان يلعب كمهاجم.

## وصلات خارجية
- يوهي هاياشي على موقع رابطة كرة القدم اليابانية للمحترفين (اليابانية)
- يوهي هاياشي على موقع إي إس بي إن إف سي (الإنجليزية)
- يوهي هاياشي على موقع قاعدة بيانات كرة القدم.إي يو (الإنجليزية)
- يوهي هاياشي على موقع Soccerway.com (الإنجليزية)
- يوهي هاياشي على موقع عالم كرة القدم.نت (الإنجليزية)
- يوهي هاياشي على موقع كووورة